# レンディーレ族
レンディーレ族（レンディーレぞく、Rendille people）は、東部アフリカのケニア北部、エチオピア国境近辺に住む遊牧民族である。

## 居住地
レンディーレ族は自分たちが住んだり、家畜を遊牧させたりしているところを「イリ・レンディーレ（レンディーレの土地）」と呼んでいる。
周囲には標高1500～3000mの山がいくつかあるが、大部分は標高400～1200mの低地である。
ケニア北部の雨期は4～5月と10～11月の2回あるが、年間降水量は250mm程度と非常に少ない。空気が乾燥しているうえに大変暑いので、雨が降ってきてもすぐに蒸発したり、地面に吸い込まれてしまう。そのため植物は乾燥に強いアカシア類・キツネノマゴ科・ヒユ科などの低木ぐらいで、草はわずかしか見られない。植生は北に行くほど悪くなり、土地も岩だらけの沙漠になる。

## 生活
北ケニアの遊牧民は牛を主に飼っているウシ遊牧民と、レンディーレ族のようにラクダを主に飼っているラクダ遊牧民とが混在している。レンディーレたちはラクダのほかにヤギ・ヒツジも飼っており、1家族あたりの家畜の数はラクダ15頭、ヤギとヒツジが合わせて40頭ぐらいである。
レンディーレの社会では、生きていくうえで大切なラクダ・ヤギ・ヒツジは、男性が所有していて父親から息子へと引き継がれていく。男の世界では家畜の受け渡しや貸し借りが、友達づきあいや親戚関係の絆を保っている。一方女性は草花や装飾品の素材をやり取りすることによって、女性同士の親しい関係を作ったり、夫婦や親子の愛情を示したり、親戚の付き合いを深めたりする。女性たちの装身具は兄弟、娘、姪、友人たちに受け継がれていく。
レンディーレ族はいくつかの家族が寄り集まって移動生活をする。家畜を世話する人は毎朝乳をしぼった後に群れを囲いから出して水場や遊牧地に連れていき、夜はまた囲いに連れ戻して夜の乳絞りをおこなう。
家畜からとるミルク、血や肉と、交易商人から買うトウモロコシが主食になる。ミルクは毎日飲むが、肉はめったに食べない。動物の血はミルクや他の食糧が少なくなったときに飲む。ヤギ・ヒツジの首やラクダの鼻の静脈から抜いた血をミルクに混ぜて飲むとのどが渇かないといわれている。そのほかミルクだけで飲むと下痢をすることがあるので、それを避けるために血を混ぜて飲んだり、肉を食べた後に消化をよくするために血を飲むこともある。1匹の動物からだいたい月1回の割合で血を抜くが、このことは動物の健康のために良いことだと考えられている。1頭のラクダから1回約2リットルの血を抜き、家族で分けて飲む。
牧畜民が畜産物だけで食生活を完全に支えることは不可能であると計算で示され、牧畜民の食生活の具体的資料が、最近になって徐々に報告されるようになってきた。レンディーレ族の場合、集落では1人1日当たり約2300～2700kcalの熱量を摂取し、そのうち畜産物は24～66%を占めるのみである。

## 人の一生
レンディーレたちは、以下のような段階を経て一生を終える。
男の場合
少年：生まれてから割礼を受けるまで（～20歳くらい）
若者：割礼を受けてから結婚するまで（～32歳くらい）
長老：結婚してから死ぬまで
女の場合
少女：生まれてから抜歯をするまで（～12、13歳くらい）
娘　：抜歯から結婚するまで（～25歳くらい）
婦人：結婚してから死ぬまで
家畜の放牧は結婚前の人々の仕事となる。20歳すぎから結婚するまでの若者たちが全体の統率を取って、未婚女性たちはヤギ・ヒツジの世話、少年たちはラクダの世話をする。子供たちも7歳くらいになると兄や姉などから教えられて、家畜の世話を一人前にするようになる。
放牧の仕事は結婚をするとやめる。男性は長老の仲間に入り、寄り合いをして政治向きの話をしたり、まつりごとの相談をしたりすることになる。女性は家事や育児をおこなう。